# Río Cayapas
El río Cayapas es un río ecuatoriano que transcurre por la provincia de Esmeraldas, al norte del país. Baña a 9 parroquias rurales siendo eje vertebrador y principal vía de comunicación del Cantón Eloy Alfaro.
Recibe dos grandes afluentes, el Onzole y el Zapallo Grande, une sus aguas con las del río Santiago en la población de Borbón, a unos 30 km de su desembocadura, en el Océano Pacífico, formando un delta. Tiene una cuenca hidrogáfica de 5.919 km². El río pertenece, en parte, en la Reserva ecológica Cotacachi-Cayapas.
Nace en las montañas de Intag, al noroeste de las estribaciones de Toisan, en la provincia de Esmeraldas, y tiene como principales tributarios a los ríos San Miguel y al Onzole. 
Recorre la provincia hacia el norte regando importantes zonas agrícolas hasta desembocar finalmente a la altura de la parroquia Borbón, en la Boca del Santiago.
Existe un error histórico-geográfico. El río Cayapas, es más largo, más ancho y más profundo y navegable, que el río Santiago. Ubicándose en la desembocadura del río Santiago, se puede ver un hilero, cuyas aguas forzadamente, entran al caudal del río Cayapas. Por lo tanto, físicamente, el río Santiago, es un afluente del río principal, que es el río Cayapas.

## Comunidades en su rivera
Es la vía vertebradora de comunicación de las naciones chachi, epera y afrodescendiente. Lo conforman 46 comunidades indígenas Chachis, una comunidad epera (Santa Rosa) y 16 comunidades de Afrodescendientes.
El río Cayapas es parte de la vida de los habitantes de la parroquia San José del Cayapas con las comunidades Borbón (su puerto fluvial principal), Punta de Piedra, La Concordia, Pichiyacu Negro, Pichiyacu Chachi, Luz del Carmen, La Herradura, Atahualpa, San José del Cayapas, Santa María de los Cayapas, Telembí y en su brazo de agua el Onzole tiene habitando a comunidades como Anchayacu, San Francisco del Onzole, Santo Domingo del Onzole, Tangaré, etc
San José posee 9 comunidades y son San José, Herradura, El Rosario, Luz del Carmen, Playa Grande Negro, Playa Grande Chachi, Pichiyacu Negro, Pichiyacu Chachi y el Edén.